# Shibpur
Shibpur (en bengali : শিবপুর) est une upazila du Bangladesh dans le district de Narsingdi. En 1991, on y dénombrait 237 246 habitants.